# Moro United Football Club
O Moro United Football Club é um clube de futebol com sede em Morogoro, Tanzânia. 

## História
A equipe compete no Campeonato Tanzaniano de Futebol.